# Васильев, Николай Яковлевич (хоккеист)
Николай Яковлевич Васильев (30 июля 1947 — 1994) — советский хоккеист, защитник.

## Биография
Воспитанник московского «Торпедо». В сезоне 1964/65 провёл в чемпионате два матча в составе ЦСКА, следующий сезон играл за молодёжную команду. Выступал за СКА Калинин (1966/67 — 1968/69), «Химик» Воскресенск (1969/70 — 1972/73 — четыре сезона в чемпионате СССР) — бронзовый призёр-1970, «Локомотив» Москва (1973/74).
Скончался в 1994 году.